# Pogorzałka (województwo opolskie)
Pogorzałka (niem. Hellewald)– wieś w Polsce położona w województwie opolskim, w powiecie kluczborskim, w gminie Byczyna.
W latach 1975–1998 miejscowość administracyjnie należała do ówczesnego województwa opolskiego.